# Tornei di tennis maschili nel 1881
Prima della nascita della cosiddetta "Era Open" del tennis, ossia l'apertura ai tennisti professionisti degli eventi più importanti, tutti i tornei erano riservati ad atleti dilettanti. Nel 1881 tutti i tornei erano amatoriali, tra questi c'erano i tornei del Grande Slam: il Torneo di Wimbledon, e gli U.S. National Championships.

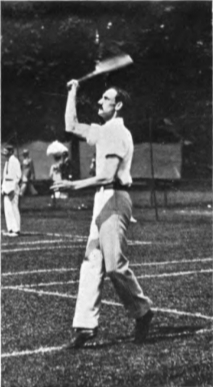
Richard Sears vincitore della 1ª edizione dello U.S. National Championships

Nel 1881 venne disputata la 5ª edizione del Torneo di Wimbledon questo vide la prima vittoria di William Renshaw vincitore nel Challenge Round su John Hartley, detentore del titolo dell'anno precedente, per 6–0, 6–1, 6–1. William Renshaw nel corso della sua carriera avrebbe poi vinto 7 edizioni del Torneo di Wimbledon stabilendo un record che detiene insieme a Pete Sampras e Roger Federer. A novembre venne disputato a Melbourne il Victorian Championships, torneo precursore dell'attuale Australian Open.

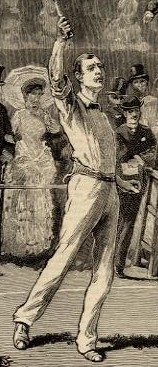
William Renshaw vincitore della 5ª edizione del Torneo di Wimbledon

Nel 1881 venne disputato anche la terza edizione dell'Irish Championships anche in questo caso s'impose il britannico William Renshaw che sconfisse in finale il detentore del titolo Vere St. Leger Goold per 6-1 6-4 6-3. In quest'anno venne disputato per la prima volta un altro torneo che sarebbe stato incluso nei tornei del Grande Slam, lo U.S. National Championships, (oggi conosciuto come US Open) tenutosi sui campi in erba del Newport Casino di Newport negli Stati Uniti. Il singolare maschile fu vinto dallo statunitense Richard Sears, che si impose sul connazionale William E. Glyn in 3 set col punteggio di 6-0 6-3 6-2. Oltre al torneo di singolare maschile si disputò anche il torneo di doppio dove si sono imposti Clarence Clark e Frederick Taylor che in finale hanno battuto Alexander van Rensselaer 6-5 6-4, 6-5.

## Calendario

### Gennaio
Nessun evento

### Febbraio
Nessun evento

### Marzo
Nessun evento

### Aprile
Nessun evento

### Maggio
| Settimana | Torneo                                                            | Vincitore                       | Finalista       | Semifinalisti | Eliminati ai quarti |
| --------- | ----------------------------------------------------------------- | ------------------------------- | --------------- | ------------- | ------------------- |
| 28 maggio | Irish Championships 1881 Dublino, Irlanda Erba Singolare - Doppio | William Renshaw 1-6 6-4 6-3 6-1 | Herbert Lawford |               |                     |
| 28 maggio | Irish Championships 1881 Dublino, Irlanda Erba Singolare - Doppio |                                 |                 |               |                     |

### Giugno
| Settimana | Torneo                                                                         | Vincitore                           | Finalista              | Semifinalisti | Eliminati ai quarti |
| --------- | ------------------------------------------------------------------------------ | ----------------------------------- | ---------------------- | ------------- | ------------------- |
| 4 giugno  | West of England Championships 1881 Bath, Gran Bretagna Erba Singolare - Doppio | Pelham George Von Donop 5-6 6-5 6-3 | John Charles Kay       |               |                     |
| 4 giugno  | West of England Championships 1881 Bath, Gran Bretagna Erba Singolare - Doppio |                                     |                        |               |                     |
| 11 giugno | Prince's Club Championships 1881 Londra, Gran Bretagna Erba Singolare - Doppio | William Renshaw 7-5 4-6 6-0 6-3     | Alfred John Mulholland |               |                     |
| 11 giugno | Prince's Club Championships 1881 Londra, Gran Bretagna Erba Singolare - Doppio |                                     |                        |               |                     |
| 27 giugno | Northern Championships 1881 Manchester, Gran Bretagna Erba Singolare - Doppio  | Richard Richardson 6-1 6-1 6-0      | John Comber            |               |                     |
| 27 giugno | Northern Championships 1881 Manchester, Gran Bretagna Erba Singolare - Doppio  |                                     |                        |               |                     |

### Luglio
| Settimana | Torneo                                                                      | Vincitore                   | Finalista     | Semifinalisti | Eliminati ai quarti |
| --------- | --------------------------------------------------------------------------- | --------------------------- | ------------- | ------------- | ------------------- |
| 13 luglio | Torneo di Wimbledon 1881 Londra, Gran Bretagna Erba Singolare               | William Renshaw 6-0 6-1 6-1 | John Hartley  |               |                     |
| 17 luglio | Scottish Championships 1881 Saint Andrews, Gran Bretagna Singolare - Doppio | John Galbraith Horn 6-1 6-5 | A.L. Davidson |               |                     |
| 17 luglio | Scottish Championships 1881 Saint Andrews, Gran Bretagna Singolare - Doppio |                             |               |               |                     |

### Agosto
| Settimana | Torneo                                                           | Vincitore                | Finalista | Semifinalisti | Eliminati ai quarti |
| --------- | ---------------------------------------------------------------- | ------------------------ | --------- | ------------- | ------------------- |
| Agosto    | Torneo di Exmouth 1881 Exmouth, Gran Bretagna Singolare - Doppio | E. Macounchy 6-3 1-6 6-4 | T. Hoare  |               |                     |
| Agosto    | Torneo di Exmouth 1881 Exmouth, Gran Bretagna Singolare - Doppio |                          |           |               |                     |

### Settembre
| Settimana    | Torneo                                                                                | Vincitore                                       | Finalista                               | Semifinalisti | Eliminati ai quarti |
| ------------ | ------------------------------------------------------------------------------------- | ----------------------------------------------- | --------------------------------------- | ------------- | ------------------- |
| settembre    | South of England Championships 1881 Eastbourne, Gran Bretagna Erba Singolare - Doppio | Edgar Lubbock 6-4 6-2 6-0                       | Robert Wallace Glen Lee Braddell        |               |                     |
| settembre    | South of England Championships 1881 Eastbourne, Gran Bretagna Erba Singolare - Doppio |                                                 |                                         |               |                     |
| 5 settembre  | U.S. National Championships 1881 Newport, Stati Uniti Erba Singolare - Doppio         | Richard Sears 6-0 6-3 6-2                       | William Glyn                            |               |                     |
| 5 settembre  | U.S. National Championships 1881 Newport, Stati Uniti Erba Singolare - Doppio         | Clarence Clark Frederick Taylor 6-5 6-4 6-5     | Alexander van Rensselaer Arthur Newbold |               |                     |
| 24 settembre | Torneo di Cheltenham 1881 Cheltenham, Gran Bretagna Erba Singolare - Doppio           | Ernest de Sylly Hamilton Browne 6-3 6-3 3-6 6-0 | Robert Wallace Glen Lee Braddell        |               |                     |
| 24 settembre | Torneo di Cheltenham 1881 Cheltenham, Gran Bretagna Erba Singolare - Doppio           |                                                 |                                         |               |                     |

### Ottobre
Nessun evento

### Novembre
| Settimana   | Torneo                                                                       | Vincitore                       | Finalista     | Semifinalisti | Eliminati ai quarti |
| ----------- | ---------------------------------------------------------------------------- | ------------------------------- | ------------- | ------------- | ------------------- |
| 10 novembre | Victorian Championships 1881 Melbourne, Australia Asfalto Singolare - Doppio | Louis Australia Whyte 3 set a 0 | Frank Highett |               |                     |
| 10 novembre | Victorian Championships 1881 Melbourne, Australia Asfalto Singolare - Doppio |                                 |               |               |                     |

### Dicembre
Nessun evento